# Бедна младост
„Бедна младост“ (на испански: Pobre juventud) е мексиканска теленовела от 1986 г., създадена от Феликс Б. Кайгнет, режисирана от Педро Дамян, продуцентски дебют на Карла Естрада за Телевиса.
В главните роли са Хайме Морено и Габриела Роел, а в отрицателните – Берта Мос, Марио Гарсия Гонсалес, Мануел Гисар и Уали Барон.

## Сюжет
Хорхе е проблемен и непокорен младеж, настанен в поправителен дом. Там има много младежи в същото положение. В това число, изестни с прякорите си, са Пончадо, Фреди, Муелас, Китаеца и Руснака. Всички страдат от жестокостта и агресията на пазачите, Ремихио и Антонио. Росарио работи като медицинска сестра в поправителния дом. Тя е смела млада жена, която се противопоставя на агресията. Заради своята доброта и чувство на справедливост, Росарио печели симпатиите на младежите. Хорхе се е превърнал в проблемна личност заради липсата на обич в дома си, където е живял с баща си, Еваристо, който е алкохолик.
В друга социална действителност живее Едуардо, вдовец, оплакващ единствения си син, Мигел, загинал в катастрофа. Едуардо живее с майка си, Еухения. Хорхе и Пончадо решават да избягат от адската среда, владееща поправителния дом, дегизирани като лекари. Хорхе бяга в квартала, от който произлиза, и моли за помощ съседката си Тереса. Когато Тереса се изправя срещу Еваристо, молейки го да поеме грижите за сина си, той отрича да е баща на младежа, настоявайки, че е осиновен. Еваристо отказва да каже истината за произхода на Хорхе. Скоро след случката, Еваристо отива в поправителния дом и издава Хорхе, че е избягал и че е в квартала. Тереса дава пари на младежа, за да може да се спаси. Спасявайки се от полицията, Хорхе решава да намери убежище в дома на Едуардо, прескачайки оградата. Едуардо е изумен от приликата на младежа с Мигел. Заради бащинската любов, която изпитва към сина си, Едуардо решава да помогне на Хорхе, приемайки го в дома си. Хорхе бързо се сприятелява с Анселмо, иконома на дома. Еухения, обаче, е бясна и се противопоставя, заявявайки, че това „отвратително момче“ няма място в дома им.
Росарио решава да напусне поправителния дом. С помощта на д-р Алберто Хункера тя започва работа в неговия кабинет. Един ден, Росарио се запознава с Едуардо и се влюбва в него. В същото време, Хорхе страда заради смъртта на приятелката си, Челито, но не след дълго открива отново любовта в лицето на Алехандра, и с нейна помощ той открива истинския си произход.

## Актьори
Част от актьорския състав:
- Хайме Морено – Едуардо де ла Пеня
- Габриела Роел – Росарио
- Алберто Маягойтия – Хорхе / Мигел де ла Пеня
- Патрисия Перейра – Алехандра
- Роберто Баястерос – Нестор де ла Пеня
- Антонио Брияс – Матиас
- Раул Буенфил – Пончадо
- Лолита Кортес – Ребека
- Ернесто Лагуардия – Серхио „Муелас“
- Себастиан Лигарде – Фреди
- Ирма Лосано – Хосефина
- Берта Мос – Еухения де ла Пеня
- Гилермо Мурай – Пабло
- Рене Муньос – Анселмо
- Еухения Авенданьо – Магдалена
- Лиляна Веймер – Росина
- Ана Мария Агире – Марина
- Марио Гарсия Гонсалес – Еваристо
- Артуро Лорка – Луис
- Найлеа Норвинд – Габи
- Мече Барба – Елвира
- Ада Караско – Филомена
- Глория Алисия Инклан – Тереса
- Агустин Лопес Савала – Д-р Алберто Хункера
- Чаян – Рафаел „Руснака“
- Раул Боксер – Китаеца
- Еухенио Кобо
- Алисия Фар
- Рафаел дел Вияр

## Премиера
Премиерата на Бедна младост е на 23 септември 1986 г. по Canal de las Estrellas. Последният 130. епизод е излъчен на 24 март 1987 г.

## Награди и номинации
Награди TVyNovelas 1987
| Категория                | Номиниран(а)      | Резултат   |
| ------------------------ | ----------------- | ---------- |
| Най-добра млада актриса  | Патрисия Перейра  | Номинирана |
| Най-добър млад актьор    | Алберто Маягойтия | Печели     |
| Най-добро мъжко откритие | Ернесто Лагуардия | Номиниран  |